# 成美団
成美団（せいびだん）は、かつて存在した日本の劇団である。1896年（明治29年）、喜多村緑郎、高田実らが大阪で結成した。一度解散し、1900年（明治33年）に再結成、これを「朝日座時代」（あさひざじだい）とも「第二次成美団」（だいにじせいびだん）とも呼ぶ。

## 略歴
- 1896年（明治29年） - 結成
- 1898年（明治31年） - 解散（第1次）
- 1900年（明治33年） - 再結成、1920年代初旬まで活動（第2次）

## 概要

### 第一次
1896年（明治29年）9月8日、大阪府大阪市南区道頓堀（現在の同府同市中央区道頓堀）の角座（現在の松竹芸能 道頓堀角座）で結成された。素人芝居から青柳捨三郎一座に加わって4年目の喜多村緑郎、銀行勤務を辞めて福井茂兵衛一座に参加、1893年（明治26年）に神奈川県横浜市賑町（現在の同県同市中区伊勢佐木町）の蔦座で初舞台を踏んだ秋月桂太郎、川上音二郎一座を脱退した高田実、1891年（明治24年）、川上音二郎一座で初舞台を踏み、高田とともに脱退した小織桂一郎、同じく岩尾慶三郎、深沢恒三、木村周平の7人が設立に参加した。当日の第1回公演の演目は『明治四十余年』『讃岐七人斬』であった。同年12月には、泉鏡花の『瀧の白糸』を初演している。
同劇団は「家庭小説」に題材を求め、『瀧の白糸』のほか、尾崎紅葉の『金色夜叉』、徳富蘆花の『不如帰』、菊池幽芳の『己が罪』、佐藤紅緑の『侠艶録』、徳田秋声の『誘惑』等を戯曲化し、あるいは中内蝶二の戯曲『大尉の娘』等を上演した。同劇団の演劇は、壮士芝居の大げさな演技を排し「写実芸」を開拓したとされ、好評のうちに、1898年（明治31年）に解散、これをのちに「第一次成美団」と呼んだ。当時の舞台を観た、大阪での奉公時代の井上正夫は、それを機に新派を志し、「敷島義団」に参加したのだという。解散の理由は、喜多村が五代目尾上菊五郎ら「旧劇」の芝居を模範としようと考えたことに対して、高田が反発したためであった。

### 第二次
解散から2年後の1900年（明治33年）、喜多村、秋月桂太郎を中心に、角座とならぶ道頓堀五座の1つである朝日座（のちの道頓堀東映劇場、2007年閉館）で再結成した。「新演劇合同」と称して、新派俳優を集めて隆盛を極め、「朝日座時代」と呼ばれた。初代英太郎は、1902年（明治35年）、株屋を辞めて秋月桂太郎に弟子入りしている。高田実は、1904年（明治37年）に東京・本郷に本拠地を移し、「本郷座時代」を築くにいたる。この「朝日座時代」の成美団の演劇が、新派の基礎を築いたとされる。1908年（明治41年）9月には泉鏡花の『婦系図』を上演、伊井蓉峰が早瀬主税、喜多村がお蔦を演じている。
松竹が1912年（大正元年）に開設した松竹女優養成所の第1期生だった東愛子、常盤操子も、のちに同劇団に参加している。1916年（大正5年）には、東京新派出身の大東鬼城が加入している。犬塚稔の父・大須賀豊（本名 犬塚福太郎）が座付作家として在籍し、藤山寛美の父・藤山秋美や寛美の師匠の都築文男、藤田まことの叔父・曾我廼家弁天、が俳優として在籍した。

## 所属俳優

### 第1次
1896年 - 1898年の時期に所属したおもな俳優の一覧である。
- 喜多村緑郎 （1896年）
- 秋月桂太郎 （1896年）
- 高田実 （1896年）
- 小織桂一郎 （1896年）
- 岩尾慶三郎 （1896年）
- 深沢恒三 （1896年）
- 木村周平 （1896年）[8]
- 木村猛夫 （1896年）[16]

### 第2次
1900年 - 1910年代の時期に所属したおもな俳優の一覧である。
- 喜多村緑郎 （1900年）
- 秋月桂太郎 （1900年）
- 河合武雄 （1900年）
- 初代 英太郎 （1902年）[10]
- 尾上多見太郎 （1906年）[17]
- 大東鬼城 （1916年）
- 岡本五郎 （1923年）[18]
- 東愛子 （後期）[11]
- 木下八百子 （後期）[19]
- 梅島昇 （後期）[20]
- 常盤操子 （後期）[12]
- 藤山秋美 （後期）
- 廣田昴 （後期）[21]
- 福井茂兵衛 （後期）